# Маматов, Абдимуктар Маматович
Абдимуктар Маматович Маматов (род. 19 мая 1950 года, Жалпак-Таш, Ошская область, Киргизская ССР, СССР) — киргизский политический и государственный деятель. Депутат Жогорку Кенеша Киргизской Республики V созыва. Аким Сузакского района Джалал-Абадской области с 2015 по 2016 годы. Депутат Жогорку Кенеша VI созыва. Советник государственной службы III класса.

## Биография
Абдимуктар Маматович Маматов родился 19 мая 1950 года в селе Жалпак-Таш, Узгенского района Ошской области. В 1974 году окончил Российский государственный университет нефти и газа по специальности «инженер-механик».
С 1966 по 1969 годы работал в совхозе «Куршаб» учителем средней школы имени Ленина. В 1974 году устроился рядовым инженером в Ошгазе, где проработал главным инженером до 1983 года. В 1983 году был переведён на должность начальника отдела Ошского регионального отделения Государственной нефтяной компании, а через некоторое время стал директором нефтебазы Таш-Кумыр.
10 октября 2010 года избран депутатом Жогорку Кенеша Киргизской Республики V созыва от политической социалистической партии «Ата-Мекен». С 2015 при 2016 года был акимом Сузакского района Джалал-Абадской области.
22 января 2016 года переизбран в Жогорку Кенеш VI созыва тот той же партии.

## Личная жизнь
Женат, имеет пятерых детей.

## Награды
- Памятный знак «МПА СНГ. 25 лет» (27 марта 2017 года, Межпарламентская ассамблея СНГ) — за содействие в деятельности Межпарламентской Ассамблеи и её органов[3].